# Calliostoma keenae
Calliostoma keenae är en snäckart som beskrevs av J. H. McLean 1970. Calliostoma keenae ingår i släktet Calliostoma och familjen Calliostomatidae. Inga underarter finns listade i Catalogue of Life.